# Eoholocentrum macrocephalum
Eoholocentrum macrocephalum è un pesce osseo estinto, appartenente ai bericiformi. Visse nell'Eocene medio (circa 49 milioni di anni fa) e i suoi resti fossili sono stati ritrovati in Italia, nel famoso giacimento di Bolca.

## Descrizione
Questo pesce era lungo solitamente una quindicina di centimetri, e possedeva un corpo relativamente slanciato di forma ovale. La testa era profonda, con occhi grandi e le fauci ampie. Erano presenti due pinne dorsali: la prima era sostenuta da forti raggi ed era molto allungata, mentre la seconda era di forma triangolare e sostenuta da raggi più sottili. La pinna anale era anch'essa triangolare, mentre le pinne pettorali erano disposte verticalmente al di sopra delle pinne ventrali, molto avanzate. La pinna caudale era biforcuta e dotata di lobi arrotondati. In generale, l'aspetto di questo animale doveva essere molto simile a quello dell'attuale pesce scoiattolo (gen. Holocentrus).

## Classificazione
Eoholocentrum è un rappresentante arcaico degli olocentridi (Holocentridae), attualmente rappresentati dai pesci scoiattolo (gen. Holocentrus e Myripristis). Lo stesso de Blainville, nel 1818, descrisse i primi esemplari fossili provenienti dalla famosa Pesciara di Bolca come appartenenti al genere attuale Holocentrus (H. macrocephalum).

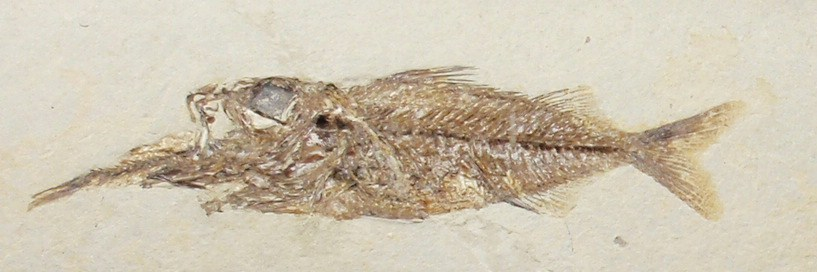
Fossile di Eoholocentrum conservatosi nell'atto di ingoiare un clupeiforme

Solo un ridescrizione del materiale fossile operata da Sorbini e Tirapelle nel 1974 indicò che questa specie era da ascrivere a un nuovo genere, Eoholocentrum.

## Paleoecologia
Come gli attuali pesci scoiattolo, è probabile che anche Eoholocentrum fosse un predatore di abitudini gregarie.